# Anjoutey
Anjoutey est une commune française située dans le département du Territoire de Belfort, la région culturelle et historique de Franche-Comté et la région administrative Bourgogne-Franche-Comté.

## Géographie
Le village, qui comptait 656 habitants en 2006, est situé sur la petite rivière torrentueuse appelée La Madeleine qui descend directement du massif des Vosges du Sud.
Le bassin houiller stéphanien sous-vosgien s’étend sur le territoire communal (où il affleure) et aux alentours, entre Bouhans-lès-Lure, Ronchamp, Lomont à l'ouest et Rougemont, Romagny à l'est.
C'est une des 189 communes du parc naturel régional des Ballons des Vosges.

### Climat
Pour des articles plus généraux, voir Climat de la Bourgogne-Franche-Comté et Climat du Territoire de Belfort.
En 2010, le climat de la commune est de type climat des marges montargnardes, selon une étude du Centre national de la recherche scientifique s'appuyant sur une série de données couvrant la période 1971-2000. En 2020, Météo-France publie une typologie des climats de la France métropolitaine dans laquelle la commune est exposée à un climat semi-continental et est dans la région climatique Vosges, caractérisée par une pluviométrie très élevée (1 500 à 2 000 mm/an) en toutes saisons et un hiver rude (moins de 1 °C).
Pour la période 1971-2000, la température annuelle moyenne est de 9,6 °C, avec une amplitude thermique annuelle de 17,2 °C. Le cumul annuel moyen de précipitations est de 1 226 mm, avec 12,2 jours de précipitations en janvier et 10,5 jours en juillet. Pour la période 1991-2020, la température moyenne annuelle observée sur la station météorologique de Météo-France la plus proche, « Felon_sapc », sur la commune de Felon à 3 km à vol d'oiseau, est de 10,3 °C et le cumul annuel moyen de précipitations est de 1 056,1 mm. 
La température maximale relevée sur cette station est de 38 °C, atteinte le 7 août 2015 ; la température minimale est de −19,3 °C, atteinte le 20 décembre 2009,,.
Les paramètres climatiques de la commune ont été estimés pour le milieu du siècle (2041-2070) selon différents scénarios d'émission de gaz à effet de serre à partir des nouvelles projections climatiques de référence DRIAS-2020. Ils sont consultables sur un site dédié publié par Météo-France en novembre 2022.

## Urbanisme

### Typologie
Au 1er janvier 2024, Anjoutey est catégorisée commune rurale à habitat dispersé, selon la nouvelle grille communale de densité à sept niveaux définie par l'Insee en 2022.
Elle appartient à l'unité urbaine d'Étueffont, une agglomération intra-départementale regroupant quatre  communes, dont elle est une commune de la banlieue,,. Par ailleurs la commune fait partie de l'aire d'attraction de Belfort, dont elle est une commune de la couronne,. Cette aire, qui regroupe 91 communes, est catégorisée dans les aires de 50 000 à moins de 200 000 habitants,.

### Occupation des sols
L'occupation des sols de la commune, telle qu'elle ressort de la base de données européenne d’occupation biophysique des sols Corine Land Cover (CLC), est marquée par l'importance des forêts et milieux semi-naturels (60,6 % en 2018), une proportion identique à celle de 1990 (60,6 %). La répartition détaillée en 2018 est la suivante : forêts (60,6 %), prairies (21,5 %), zones agricoles hétérogènes (12 %), zones urbanisées (5,9 %). L'évolution de l'occupation des sols de la commune et de ses infrastructures peut être observée sur les différentes représentations cartographiques du territoire : la carte de Cassini (XVIIIe siècle), la carte d'état-major (1820-1866) et les cartes ou photos aériennes de l'IGN pour la période actuelle (1950 à aujourd'hui).

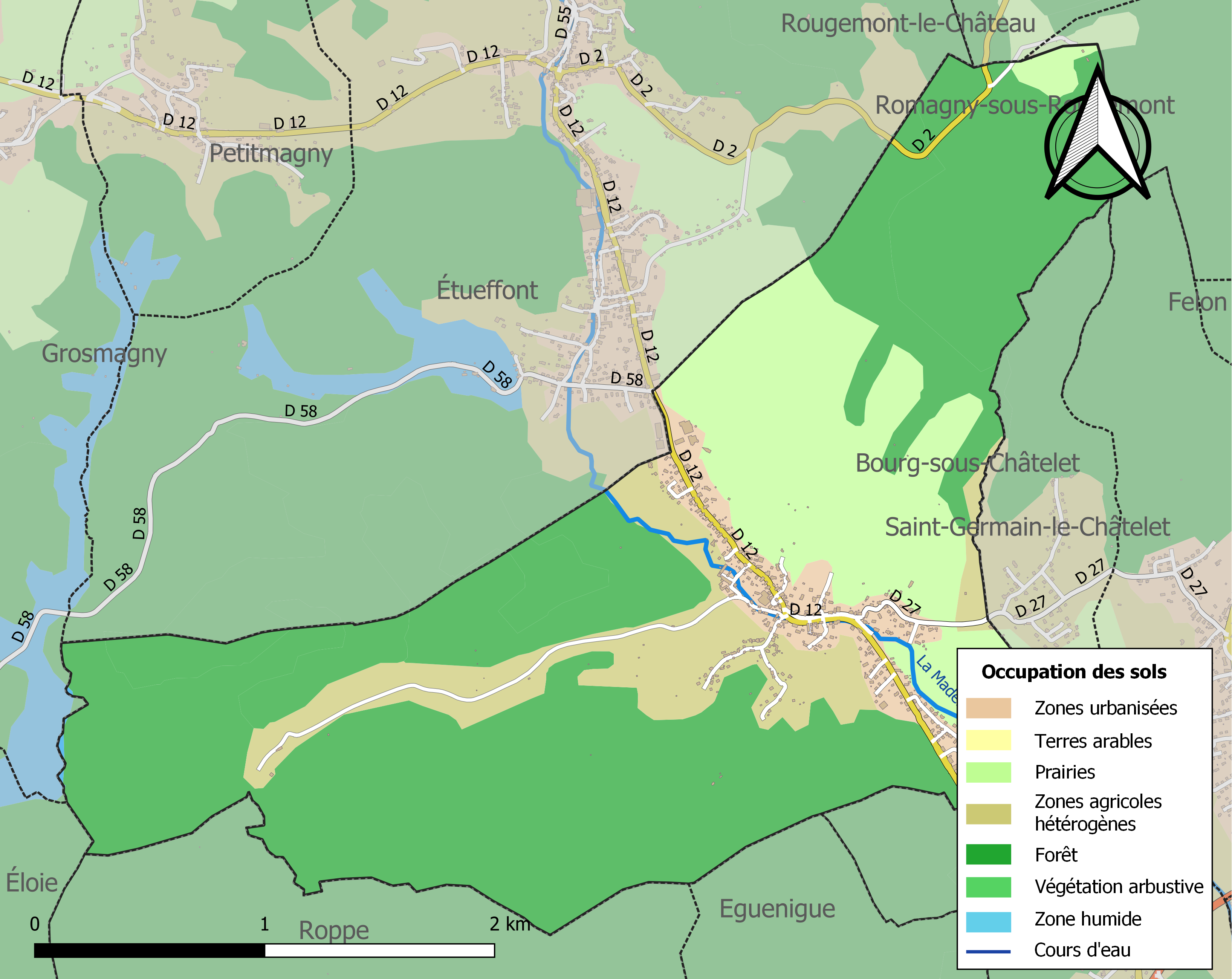
Carte des infrastructures et de l'occupation des sols de la commune en 2018 (CLC).

## Toponymie
- Aniutel (1234), Enjutel (1303), Anschatingen et Anschettingen (1394), Enschide (1579).

## Histoire
En 1234, Thierry, seigneur de Rougemont, fait don d'une propriété sise à Anjoutey au prieuré de Saint-Nicolas situé près de Rougemont. Le village était alors sous la juridiction du lieutenant du Rosemont.
Vers 1332 le domaine du Rosemont fut rattaché au comté de Ferrette qui resta possession des Habsbourg jusqu'à la guerre de Trente Ans.
La ferme de la Charme, un écart d'Anjoutey, existait déjà au XVIe siècle.
Le village a fait partie de la paroisse d'Étueffont jusqu'en 1775, date de la construction de l'église actuelle, placée sous le patronage de saint Vendelin. Bourg-sous-Châtelet et le petit village de Lamadeleine-Val-des-Anges furent alors rattachés à cette nouvelle paroisse.
Longtemps agricole, Anjoutey a vu s'installer au XIXe siècle des petites industries qui profitaient de la force motrice hydraulique de la rivière : un moulin à tan transformait les écorces de chêne récoltée par les habitants en une poudre destinée au tannage des cuirs. Vers 1855 le tissage mécanique et les différents ateliers de tissage à bras occupaient plus de deux-cents personnes. En 1932 un grave incendie mit fin à cette activité. À l'automne 1913 fut inaugurée la ligne de chemin de fer Belfort - Étueffont qui traversait le village. Son exploitation durera 35 ans, jusqu'en juillet 1948. Du charbon est également exploité en 1775 puis en 1843.
Au début du XXIe siècle, Anjoutey est surtout un village résidentiel qui conserve une activité agricole réduite. Deux petites zones artisanales ont été aménagées pendant les deux dernières décennies.

### Héraldique
| Armes de Anjoutey | Les armes peuvent se blasonner ainsi : De gueules au mouton d'argent surmonté de deux fleurs de lys d'or. |

## Politique et administration

### Liste des maires

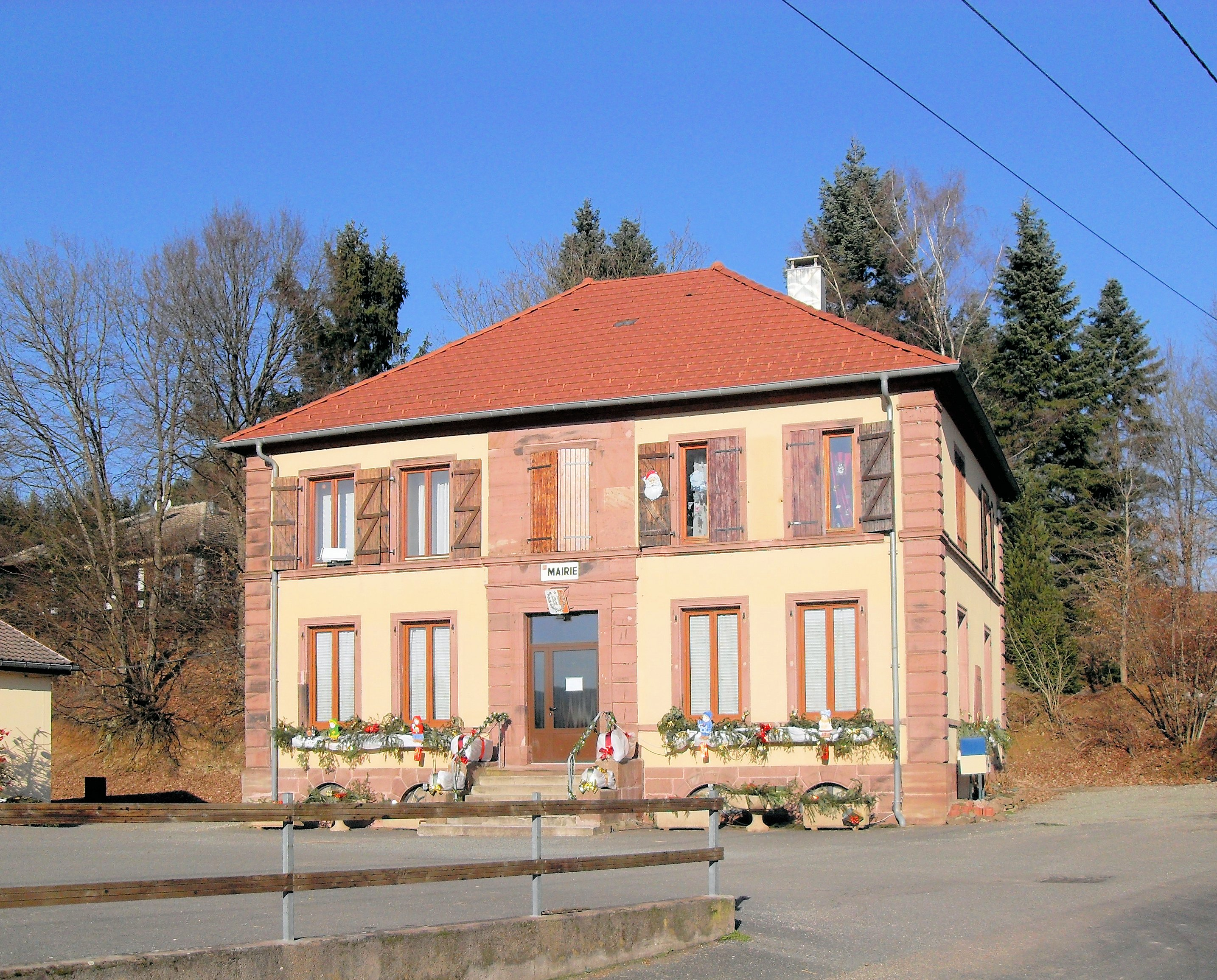
La mairie d'Anjoutey.

| Période                                  | Période        | Identité                  | Étiquette | Qualité |
| ---------------------------------------- | -------------- | ------------------------- | --------- | ------- |
| Les données manquantes sont à compléter. |                |                           |           |         |
|                                          |                | Thomas Merlet (1626-1696) |           |         |
| mars 2001                                | juin 2001      | Martine Chilcott          |           |         |
| juin 2001                                | septembre 2001 | Nathalie Jelsch           |           |         |
| septembre 2001                           | mars 2014      | Jean-Marc Grebaut         |           |         |
| mars 2014                                | mai 2020       | Gilles Magny              |           |         |
| mai 2020                                 | En cours       | Jean-Pierre Bringard      |           |         |

### Budget et fiscalité 2015
En 2015, le budget de la commune était constitué ainsi :
- total des produits de fonctionnement : 439 000 €, soit 651 € par habitant ;
- total des charges de fonctionnement : 339 000 €, soit 503 € par habitant ;
- total des ressources d’investissement : 147 000 €, soit 219 € par habitant ;
- total des emplois d’investissement : 144 000 €, soit 214 € par habitant ;
- endettement : 805 000 €, soit 1 195 € par habitant.

Avec les taux de fiscalité suivants :
- taxe d’habitation : 12,15 % ;
- taxe foncière sur les propriétés bâties : 8,64 % ;
- taxe foncière sur les propriétés non bâties : 28,41 % ;
- taxe additionnelle à la taxe foncière sur les propriétés non bâties : 0,00 % ;
- cotisation foncière des entreprises : 0,00 %.

## Population et société

### Démographie
L'évolution du nombre d'habitants est connue à travers les recensements de la population effectués dans la commune depuis 1793. Pour les communes de moins de 10 000 habitants, une enquête de recensement portant sur toute la population est réalisée tous les cinq ans, les populations de référence des années intermédiaires étant quant à elles estimées par interpolation ou extrapolation. Pour la commune, le premier recensement exhaustif entrant dans le cadre du nouveau dispositif a été réalisé en 2008.

En 2022, la commune comptait 598 habitants, en évolution de −1,97 % par rapport à 2016 (Territoire de Belfort : −2,78 %, France hors Mayotte : +2,11 %).
| 1793 | 1800 | 1806 | 1821 | 1831 | 1836 | 1841 | 1846 | 1851 |
| ---- | ---- | ---- | ---- | ---- | ---- | ---- | ---- | ---- |
| 532  | 584  | 558  | 689  | 740  | 726  | 647  | 577  | 584  |

| 1856 | 1861 | 1866 | 1872 | 1876 | 1881 | 1886 | 1891 | 1896 |
| ---- | ---- | ---- | ---- | ---- | ---- | ---- | ---- | ---- |
| 579  | 637  | 569  | 544  | 548  | 583  | 625  | 641  | 639  |

| 1901 | 1906 | 1911 | 1921 | 1926 | 1931 | 1936 | 1946 | 1954 |
| ---- | ---- | ---- | ---- | ---- | ---- | ---- | ---- | ---- |
| 624  | 641  | 542  | 502  | 454  | 426  | 361  | 344  | 363  |

| 1962 | 1968 | 1975 | 1982 | 1990 | 1999 | 2006 | 2008 | 2013 |
| ---- | ---- | ---- | ---- | ---- | ---- | ---- | ---- | ---- |
| 365  | 358  | 339  | 423  | 544  | 591  | 656  | 674  | 635  |

| 2018 | 2022 | - | - | - | - | - | - | - |
| ---- | ---- | - | - | - | - | - | - | - |
| 595  | 598  | - | - | - | - | - | - | - |

## Lieux et monuments

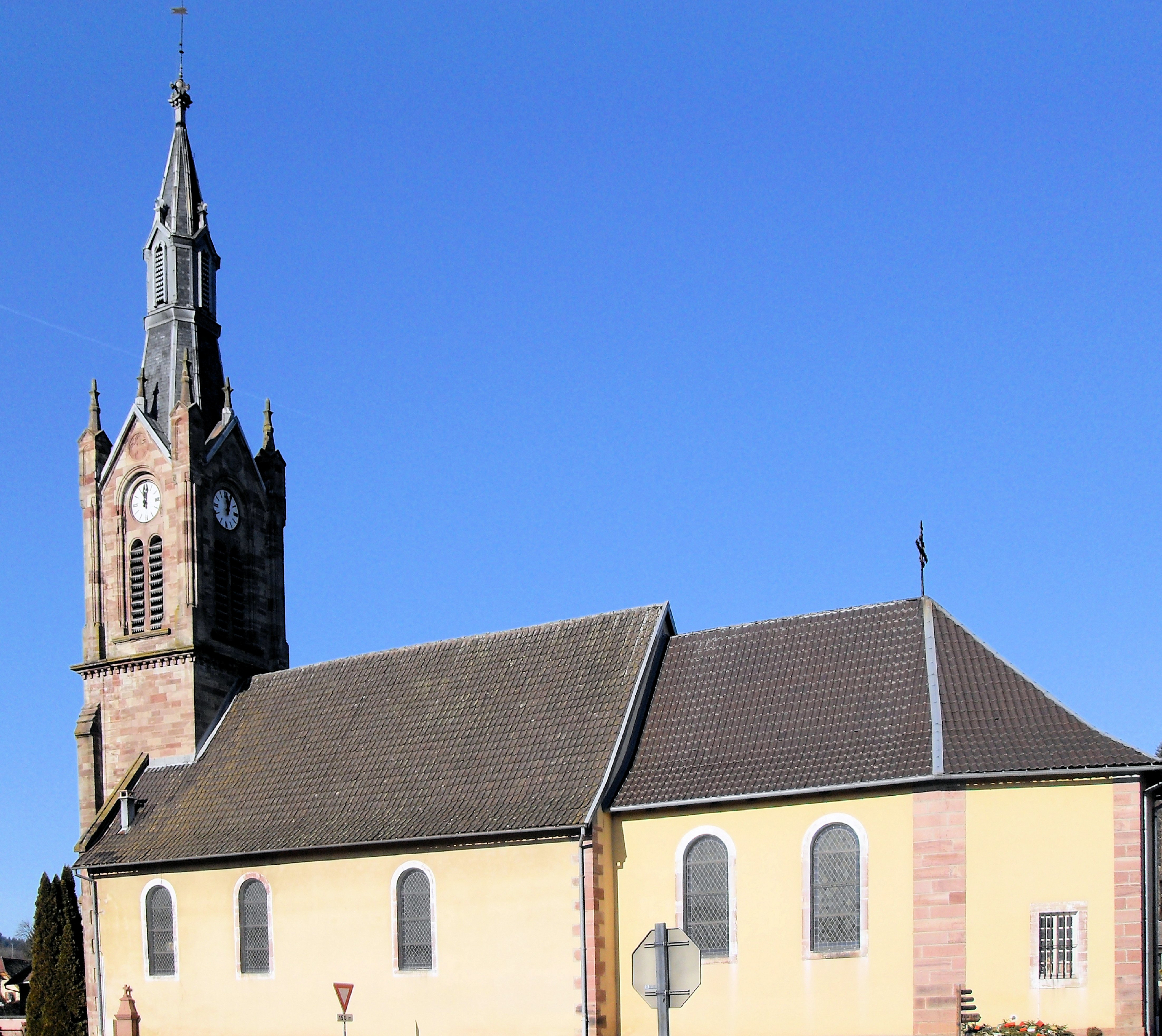
L'église Saint-Vendelin.
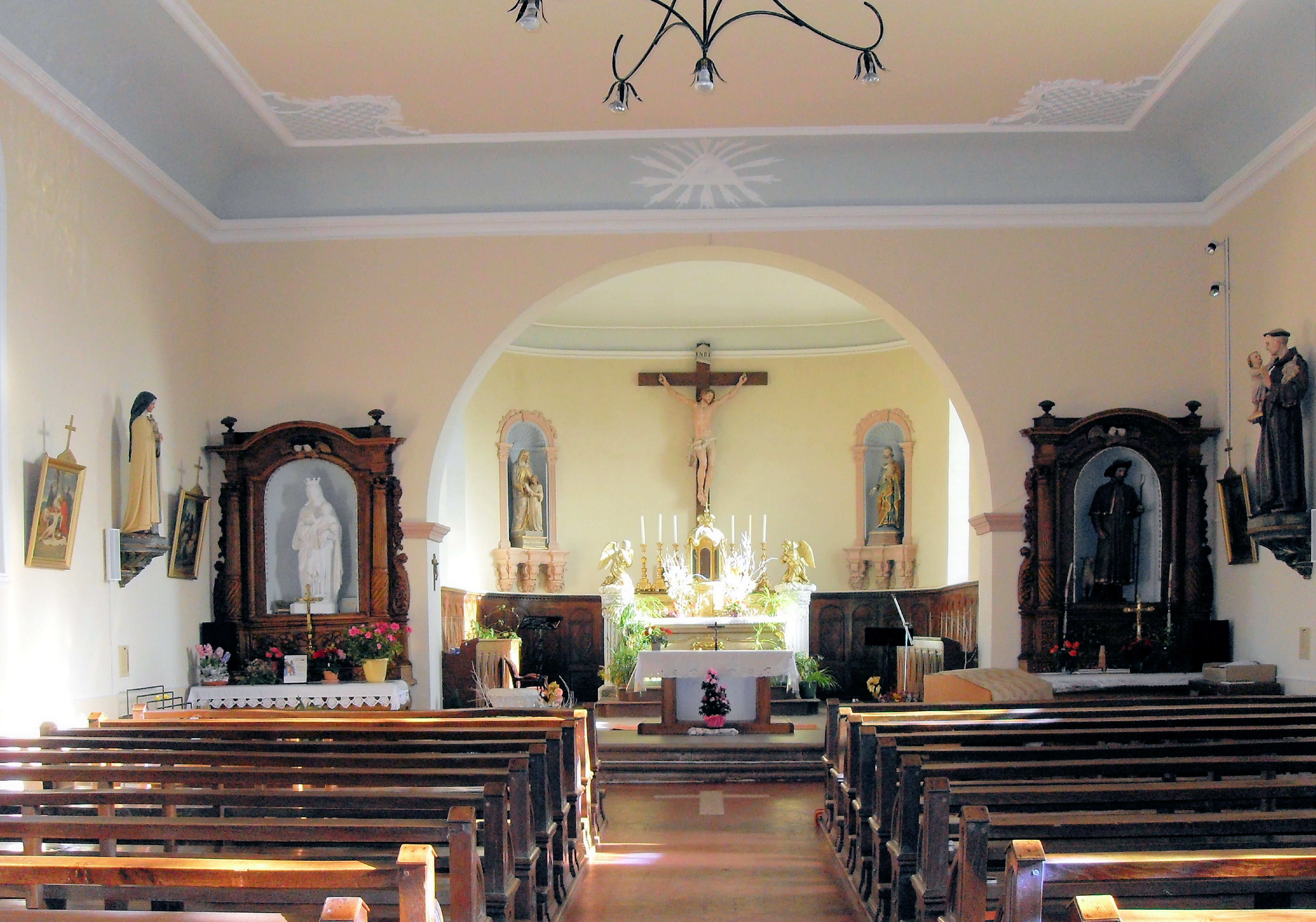
L'intérieur d'église.

- L'horloge du clocher de l'église a été commandée le 24 octobre 1869 à Urbain Adam, horloger de Colmar. La seconde aiguille du cadran sera ajoutée en 1950. L'horloge fut rénovée en novembre 2008 par Gérard Guilbaud[22].
- Tissage de coton Koehl, puis Kahn-Lang, puis de la Société textile d'Anjoutey, actuellement ateliers municipaux et pisciculture[23].
- Monuments commémoratifs[24].

## Pour approfondir